# Bucculatrix zophopasta
Bucculatrix zophopasta är en fjärilsart som beskrevs av Braun 1963. Bucculatrix zophopasta ingår i släktet Bucculatrix och familjen kronmalar. Inga underarter finns listade i Catalogue of Life.